# هيروليند شالا
هيروليند شالا (1 فبراير 1992 بورشغرون النرويج - ) هو لاعب كرة قدم نرويجي-كوسوفي، يلعب كلاعب وسط.

## وصلات خارجية
هيروليند شالا على موقع الاتحاد الأوربي (الإنجليزية)
- هيروليند شالا على موقع اتحاد النرويج (النرويجية)
- هيروليند شالا على موقع اتحاد تركيا (لاعب) (الإنجليزية)
- هيروليند شالا على موقع قاعدة بيانات كرة القدم.إي يو (الإنجليزية)
- هيروليند شالا على موقع ناشيونال فوتبول تيمز (الإنجليزية)
- هيروليند شالا على موقع Soccerway.com (الإنجليزية)
- هيروليند شالا على موقع عالم كرة القدم.نت (الإنجليزية)
- هيروليند شالا على موقع AS.com (الإسبانية)